# Geum sylvaticum
Geum sylvaticum é uma espécie de planta com flor pertencente à família Rosaceae.
A autoridade científica da espécie é Pourr., tendo sido publicada em Hist. & Mém. Acad. Roy. Sci. Toulouse 3: 319. 1788.

## Portugal
Trata-se de uma espécie presente no território português, nomeadamente em Portugal Continental.
Em termos de naturalidade é nativa da região atrás indicada.

## Protecção
Não se encontra protegida por legislação portuguesa ou da Comunidade Europeia.